# Helyettes programtervezési minta

Helyettes UML-ben

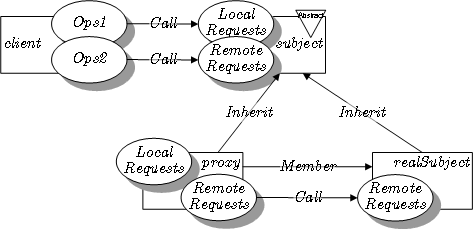
Helyettes LePUS3-ban (legend)

A számítástudományban a helyettes minta vagy helyettesítő minta egy programtervezési minta.
Egy helyettes a legáltalánosabb formájában egy olyan osztály funkcionalitása, amely egy interfész valami máshoz. A helyettes interfészként tud viselkedni valamihez: egy hálózati kapcsolathoz, egy nagy objektumhoz a memóriában, egy fájlhoz vagy számos más erőforráshoz, amely költséges vagy lehetetlen duplikálni.
A helyettes programtervezési mintára egy jól ismert példa egy referencia számláló mutató objektum.
Olyan esetekben, ahol egy összetett objektum több példányának kell léteznie, a helyettesítő minta adaptálható a pehelysúlyú mintára, azért hogy csökkentse az alkalmazás memóriában elfoglalt méretét. Tipikus módon az összetett objektumból 1 példány és sok helyettes objektum készül, melyek tartalmaznak az egy darab eredeti összetett objektumra mutató referenciát. Bármilyen művelet végrehajtása a helyettesítőkön az eredeti objektumnak való továbbítást jelent. Amint az összes helyettes példány érvényessége megszűnik, az összetett objektum tárhelye felszabadíthatóvá válik.

## Használata
A helyettes megvalósítja az eredeti objektum interfészét. Információkat rejthet el, kérésre végezhet optimalizációt vagy betöltést. Elláthat további feladatokat is, mint auditálás vagy naplózás.
A védelmi helyettes ellenőrzi a hozzáférést, és csak megfelelő jogosultság esetén engedélyezi.
A virtuális helyettes egy erőforrás-igényes  objektumot helyettesít, és csak akkor tölti be, ha tényleg szükség van az eredeti objektumra.
A távoli helyettes egy távoli objektumot reprezentál helyben, és ha metódushívás történik, akkor továbbítja a távoli objektumnak. Például az ATM automaták így állnak kapcsolatban a bankkal.
A helyettes tesztelési célra is használható, ekkor fake, stub vagy mock objektum a neve.

## Példák
A következő Java példa a "virtuális helyettes" mintát szemlélteti. A ProxyImage osztály  használható egy távoli metódus eléréséhez.
A példa először létrehoz egy interfészt, amihez a minta szerint létrehozzuk a megvalósító osztályokat. Ez az interfész csak egy metódust tartalmaz, amely megjeleníti a képet (displayImage()), és ezt kell lekódolni az összes osztálynak, amely azt megvalósítja.
A helyettes osztály a ProxyImage egy másik rendszerben fut, mint a valódi kép osztály maga és reprezentálja a valódi osztályt RealImage a felett. A kép információk elérhetők a lemezről. A helyettes minta használatával a ProxyImage kódja elkerüli a kép többszöri betöltését, elérhetővé téve azt egy másik rendszerből memóriatakarékos módon.
```
interface
 
Image
 
{

    
public
 
void
 
displayImage
();

}

//on System A 

class
 
RealImage
 
implements
 
Image
 
{

    
private
 
String
 
filename
 
=
 
null
;

    
/**

     * Constructor

     * @param FILENAME

     */

    
public
 
RealImage
(
final
 
String
 
FILENAME
)
 
{
 

        
filename
 
=
 
FILENAME
;

        
loadImageFromDisk
();

    
}

    
/**

     * Loads the image from the disk

     */

    
private
 
void
 
loadImageFromDisk
()
 
{

        
System
.
out
.
println
(
"Loading   "
 
+
 
filename
);

    
}

    
/**

     * Displays the image

     */

    
public
 
void
 
displayImage
()
 
{
 

        
System
.
out
.
println
(
"Displaying "
 
+
 
filename
);
 

    
}

}

//on System B 

class
 
ProxyImage
 
implements
 
Image
 
{

    
private
 
RealImage
 
image
 
=
 
null
;

    
private
 
String
 
filename
 
=
 
null
;

    
/**

     * Constructor

     * @param FILENAME

     */

    
public
 
ProxyImage
(
final
 
String
 
FILENAME
)
 
{
 

        
filename
 
=
 
FILENAME
;
 

    
}

    
/**

     * Displays the image

     */

    
public
 
void
 
displayImage
()
 
{

        
if
 
(
image
 
==
 
null
)
 
{

           
image
 
=
 
new
 
RealImage
(
filename
);

        
}
 

        
image
.
displayImage
();

    
}

}

 

class
 
ProxyExample
 
{

   
/**

    * Test method

    */

   
public
 
static
 
void
 
main
(
String
[]
 
args
)
 
{

        
final
 
Image
 
IMAGE1
 
=
 
new
 
ProxyImage
(
"HiRes_10MB_Photo1"
);

        
final
 
Image
 
IMAGE2
 
=
 
new
 
ProxyImage
(
"HiRes_10MB_Photo2"
);

        

        
IMAGE1
.
displayImage
();
 
// loading necessary

        
IMAGE1
.
displayImage
();
 
// loading unnecessary

        
IMAGE2
.
displayImage
();
 
// loading necessary

        
IMAGE2
.
displayImage
();
 
// loading unnecessary

        
IMAGE1
.
displayImage
();
 
// loading unnecessary

    
}

}

```

A program kimenete:
```
Loading   HiRes_10MB_Photo1
Displaying HiRes_10MB_Photo1
Displaying HiRes_10MB_Photo1
Loading   HiRes_10MB_Photo2
Displaying HiRes_10MB_Photo2
Displaying HiRes_10MB_Photo2
Displaying HiRes_10MB_Photo1
```

### C#
A következő C# és C++ példa a védelmi helyettest szimulálja.
```
interface
 
ICar

{

    
void
 
DriveCar
();

}

// Real Object

public
 
class
 
Car
 
:
 
ICar

{

    
public
 
void
 
DriveCar
()

    
{

        
Console
.
WriteLine
(
"Car has been driven!"
);

    
}

}

//Proxy Object

public
 
class
 
ProxyCar
 
:
 
ICar

{

    
private
 
Driver
 
driver
;

    
private
 
ICar
 
realCar
;

    
public
 
ProxyCar
(
Driver
 
driver
)

    
{

        
this
.
driver
 
=
 
driver
;

        
this
.
realCar
 
=
 
new
 
Car
();

    
}

    
public
 
void
 
DriveCar
()

    
{

        
if
 
(
driver
.
Age
 
<=
 
16
)

            
Console
.
WriteLine
(
"Sorry, the driver is too young to drive."
);

        
else

            
this
.
realCar
.
DriveCar
();

     
}

}

public
 
class
 
Driver

{

    
private
 
int
 
Age
 
{
 
get
;
 
set
;
 
}

    
public
 
Driver
(
int
 
age
)

    
{

        
this
.
Age
 
=
 
age
;

    
}

}

// How to use above Proxy class?

private
 
void
 
btnProxy_Click
(
object
 
sender
,
 
EventArgs
 
e
)

{

    
ICar
 
car
 
=
 
new
 
ProxyCar
(
new
 
Driver
(
16
));

    
car
.
DriveCar
();

    
car
 
=
 
new
 
ProxyCar
(
new
 
Driver
(
25
));

    
car
.
DriveCar
();

}

```

Kimenet:
```
Sorry, the driver is too young to drive.
Car has been driven!
```

### C++
```
class
 
ICar
 
{

public
:

  
virtual
 
void
 
DriveCar
()
 
=
 
0
;

};

class
 
Car
 
:
 
public
 
ICar
 
{

  
void
 
DriveCar
()
 
override
 
{

    
std
::
cout
 
<<
 
"Car has been driven!"
 
<<
 
std
::
endl
;

  
}

};

class
 
ProxyCar
 
:
 
public
 
ICar
 
{

private
:

  
ICar
*
 
realCar
 
=
 
new
 
Car
();

  
int
 
_driver_age
;

public
:

  
ProxyCar
 
(
const
 
int
 
driver_age
)
 
:
 
_driver_age
(
driver_age
)
 
{}

  
void
 
DriveCar
()
 
{

    
if
 
(
_driver_age
 
>
 
16
)

      
realCar
->
DriveCar
();

    
else

      
std
::
cout
 
<<
 
"Sorry, the driver is too young to drive."
 
<<
 
std
::
endl
;

  
}

};

// How to use above Proxy class?

void
 
main
()

{

    
ICar
*
 
car
 
=
 
new
 
ProxyCar
(
16
);

    
car
->
DriveCar
();

    
delete
 
car
;

    
car
 
=
 
new
 
ProxyCar
(
25
);

    
car
->
DriveCar
();

    
delete
 
car
;

}

```

## Fordítás
Ez a szócikk részben vagy egészben  a   Proxy pattern című angol Wikipédia-szócikk ezen változatának fordításán alapul.  Az eredeti cikk szerkesztőit annak laptörténete sorolja fel. Ez a jelzés csupán a megfogalmazás eredetét és a szerzői jogokat jelzi, nem szolgál a cikkben szereplő információk forrásmegjelöléseként.